# أفرام ديفيدسون
أفرام ديفيدسون (بالإنجليزية: Avram Davidson)‏‏ (23 أبريل 1923 في يونكيرس - 8 مايو 1993 في بريميرتون) روائي، وكاتب، ومؤلف، وكاتب خيال علمي من الولايات المتحدة.

## الجوائز
- جائزة إدغار

## روابط خارجية
- أفرام ديفيدسون على موقع IMDb (الإنجليزية)